# António Maria Pereira Carrilho
António Maria Pereira Carrilho foi um empresário português.

## Biografia
Em Novembro de 1901, encontrava-se a exercer como presidente do Conselho de Administração da Companhia Real dos Caminhos de Ferro Portuguezes.